# Daniele Croce
Daniele Croce (Giulianova, 9 settembre 1982) è un allenatore di calcio ed ex calciatore italiano, di ruolo centrocampista.
Ha un fratello anch'egli calciatore, Marco Croce, che gioca nel Sansepolcro, in Eccellenza Umbra.

## Carriera

### Club

#### Inizi col Pescara
Cresce in un settore giovanile della sua città, Roseto degli Abruzzi, per poi trasferirsi in giovane età al Pescara, squadra con cui fa il suo esordio in serie B e nel calcio professionistico nella stagione 2000-2001. Al termine del suo primo campionato da professionista totalizza 4 presenze. Nelle due stagioni successive, disputate in Serie C1, rimane alla squadra abruzzese.

#### Ternana, ritorno a Pescara e Arezzo (con prestito a Cesena)
Dopo una stagione passata in prestito al Taranto, nel campionato 2003-2004, nel 2004-2005 ritorna al Pescara in Serie B totalizzando 36 presenze e 2 gol.
Nella stagione di Serie B 2005-2006 gioca nel Pescara allenato da Maurizio Sarri; al termine della stagione segnerà 6 reti in 31 partite. Nel campionato successivo si trasferisce all'Arezzo dove, seppur per pochi mesi, è ancora allenato dal tecnico toscano.
Dopo aver disputato la stagione di Serie B 2007-2008 con la maglia del Cesena fa ritorno ad Arezzo dove disputa i successivi due campionati di Serie C1 senza che il suo talento venga capitalizzato a dovere dai tecnici amaranto.

#### Alessandria e Sorrento
Nel 2010 si trasferisce all'Alessandria su precisa richiesta del suo ex tecnico Sarri. Insieme riescono a portare la squadra piemontese fino alla disputa dei play-off per la promozione in Serie B.Nel campionato 2011-2012 si trasferisce al Sorrento, richiesto nuovamente da Maurizio Sarri, trasferitosi anche lui nella società campana.

#### Empoli e l'esordio in Serie A
Il 3 luglio 2012 si svincola dal Sorrento, firmando poi un contratto biennale con l'Empoli, squadra che nel frattempo ha preso Sarri come tecnico..
Fa il suo esordio con la maglia dei toscani il 14 ottobre 2012, nella gara interna contro l'Ascoli subentrando al 55' al posto di Pucciarelli. Segna il suo primo gol con la maglia dell'Empoli il 9 dicembre 2012 nella gara esterna contro il Cesena, siglando al 3' il momentaneo 1-0 per la squadra toscana (la partita terminerà con la vittoria di Croce e compagni per 3-1). La sua prima stagione con la maglia empolese termina con 31 presenze (più altri 3 gettoni ai play-off) e 2 reti.
La stagione successiva, disputando 37 partite e segnando una rete, conquista per la prima volta in carriera la Serie A.
Esordisce nella massima serie il 31 agosto 2014 partendo da titolare nella partita esterna contro l'Udinese finita 2-0 a favore dei friulani. Segna il suo primo gol in Serie A a 32 anni il 28 ottobre 2014 nell'anticipo per la nona giornata contro il Sassuolo perso 3-1. Il 24 maggio 2016 rinnova per un'altra stagione col club toscano. Il 7 maggio 2017 torna al gol dopo quasi tre anni di digiuno, siglando un gol nel 3-1 contro il Bologna.

#### Cremonese
Il 14 luglio 2017 viene ingaggiato dalla Cremonese, neopromossa in Serie B. Debutta il 6 agosto, nella trasferta di Coppa Italia vinta per 1-0 in casa della Virtus Entella. Chiude la sua prima stagione totalizzando 25 presenze, senza segnare, anche se è autore di 4 assist. Trova i primi gol in maglia grigiorossa il 2 aprile 2019, in casa del Livorno, dove in occasione della vittoria per 3-1 segna una doppietta ed è anche autore dell'assist per il gol di Gaetano Castrovilli.

### Dopo il ritiro
Dopo il ritiro diventa collaboratore di Marco Giampaolo prima al Torino e poi alla Sampdoria.  Nell’estate del 2023 supera l’esame da allenatore UEFA A: potrà così allenare qualsiasi squadra giovanile e femminile oltre alle squadre maschili fino alla Serie C; inoltre potrà fare l’allenatore in seconda in Serie A e B.

## Statistiche

### Presenze e reti nei club
| Stagione         | Squadra          | Campionato       | Campionato | Campionato | Coppe nazionali | Coppe nazionali | Coppe nazionali | Coppe continentali | Coppe continentali | Coppe continentali | Altre coppe | Altre coppe | Altre coppe | Totale | Totale |
| Stagione         | Squadra          | Comp             | Pres       | Reti       | Comp            | Pres            | Reti            | Comp               | Pres               | Reti               | Comp        | Pres        | Reti        | Pres   | Reti   |
| ---------------- | ---------------- | ---------------- | ---------- | ---------- | --------------- | --------------- | --------------- | ------------------ | ------------------ | ------------------ | ----------- | ----------- | ----------- | ------ | ------ |
| 2000-2001        | Pescara          | B                | 4          | 0          | CI              | 0               | 0               | -                  | -                  | -                  | -           | -           | -           | 4      | 0      |
| 2001-2002        | Pescara          | C1               | 24         | 2          | CI+CI-C         | 2+2             | 0               | -                  | -                  | -                  | -           | -           | -           | 28     | 2      |
| 2002-2003        | Pescara          | C1               | 16         | 1          | CI+CI-C         | 2+0             | 0               | -                  | -                  | -                  | -           | -           | -           | 18     | 1      |
| 2003-2004        | Taranto          | C1               | 24+2       | 0+1        | CI-C            | 1               | 0               | -                  | -                  | -                  | -           | -           | -           | 27     | 1      |
| 2004-2005        | Pescara          | B                | 36         | 2          | CI              | 2               | 0               | -                  | -                  | -                  | -           | -           | -           | 38     | 2      |
| 2005-2006        | Pescara          | B                | 31         | 6          | CI              | 1               | 0               | -                  | -                  | -                  | -           | -           | -           | 32     | 6      |
| ago. 2006        | Pescara          | B                | 0          | 0          | CI              | 2               | 0               | -                  | -                  | -                  | -           | -           | -           | 2      | 0      |
| Totale Pescara   | Totale Pescara   | Totale Pescara   | 111        | 11         |                 | 11              | 0               |                    | -                  | -                  |             | -           | -           | 122    | 11     |
| 2006-2007        | Arezzo           | B                | 38         | 3          | CI              | 4               | 0               | -                  | -                  | -                  | -           | -           | -           | 42     | 3      |
| ago. 2007        | Arezzo           | C1               | 1          | 0          | CI-C            | 2               | 0               | -                  | -                  | -                  | -           | -           | -           | 3      | 0      |
| 2007-2008        | Cesena           | B                | 25         | 3          | CI              | 0               | 0               | -                  | -                  | -                  | -           | -           | -           | 25     | 3      |
| 2008-2009        | Arezzo           | 1D               | 30+2       | 3          | CI+CI-LP        | 0               | 0               | -                  | -                  | -                  | -           | -           | -           | 32     | 3      |
| 2009-2010        | Arezzo           | 1D               | 23+2       | 4          | CI+CI-LP        | 0+2             | 0               | -                  | -                  | -                  | -           | -           | -           | 27     | 4      |
| Totale Arezzo    | Totale Arezzo    | Totale Arezzo    | 92+4       | 10         |                 | 8               | 0               | -                  | -                  | -                  | -           | -           | -           | 104    | 10     |
| 2010-2011        | Alessandria      | 1D               | 27+2       | 1          | CI+CI-LP        | 0+1             | 0               | -                  | -                  | -                  | -           | -           | -           | 30     | 1      |
| 2011-2012        | Sorrento         | 1D               | 22+2       | 2          | CI+CI-LP        | 2+0             | 0               | -                  | -                  | -                  | -           | -           | -           | 26     | 2      |
| 2012-2013        | Empoli           | B                | 31+3       | 2          | CI              | 0               | 0               | -                  | -                  | -                  | -           | -           | -           | 34     | 2      |
| 2013-2014        | Empoli           | B                | 37         | 1          | CI              | 2               | 0               | -                  | -                  | -                  | -           | -           | -           | 39     | 1      |
| 2014-2015        | Empoli           | A                | 37         | 1          | CI              | 2               | 0               | -                  | -                  | -                  | -           | -           | -           | 39     | 0      |
| 2015-2016        | Empoli           | A                | 28         | 0          | CI              | 1               | 0               | -                  | -                  | -                  | -           | -           | -           | 29     | 0      |
| 2016-2017        | Empoli           | A                | 35         | 1          | CI              | 1               | 0               | -                  | -                  | -                  | -           | -           | -           | 36     | 1      |
| Totale Empoli    | Totale Empoli    | Totale Empoli    | 168+3      | 5          |                 | 6               | 0               |                    | -                  | -                  |             | -           | -           | 177    | 5      |
| 2017-2018        | Cremonese        | B                | 25         | 0          | CI              | 0               | 0               | -                  | -                  | -                  | -           | -           | -           | 27     | 0      |
| 2018-2019        | Cremonese        | B                | 21         | 2          | CI              | 1               | 0               | -                  | -                  | -                  | -           | -           | -           | 22     | 2      |
| Totale Cremonese | Totale Cremonese | Totale Cremonese | 45         | 2          |                 | 1               | 0               |                    | -                  | -                  |             | -           | -           | 46     | 2      |
| Totale carriera  | Totale carriera  | Totale carriera  | 528        | 35         |                 | 32              | 0               |                    | -                  | -                  |             | -           | -           | 560    | 35     |